# Robert Smirke (Maler)

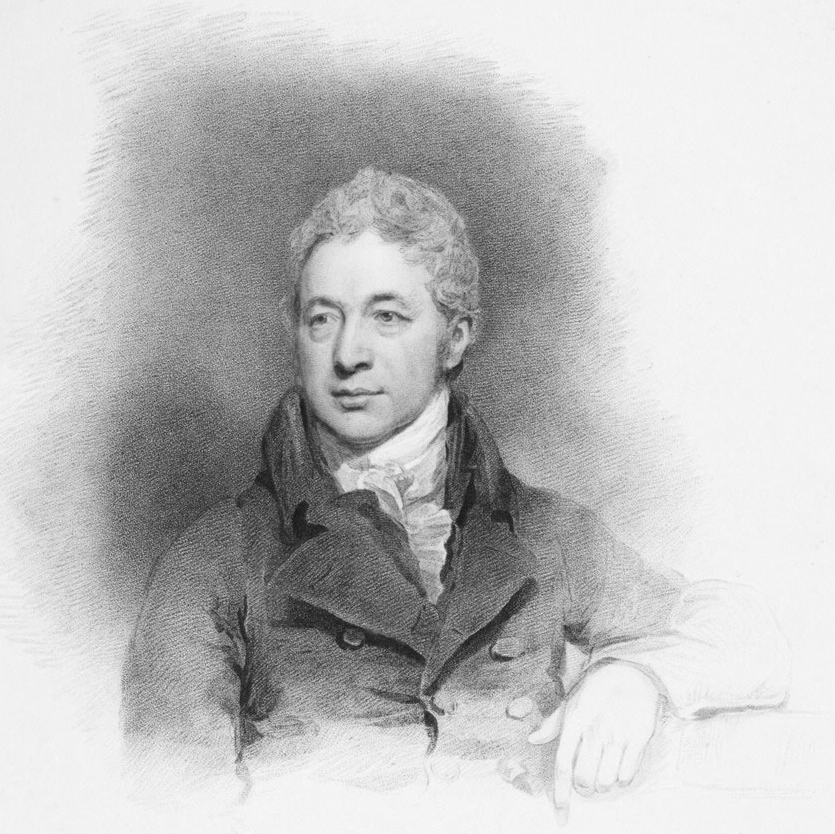
Robert Smirke, Kupferstich von Charles Picart nach einem Bild seiner Tochter Mary Smirke. (1814)

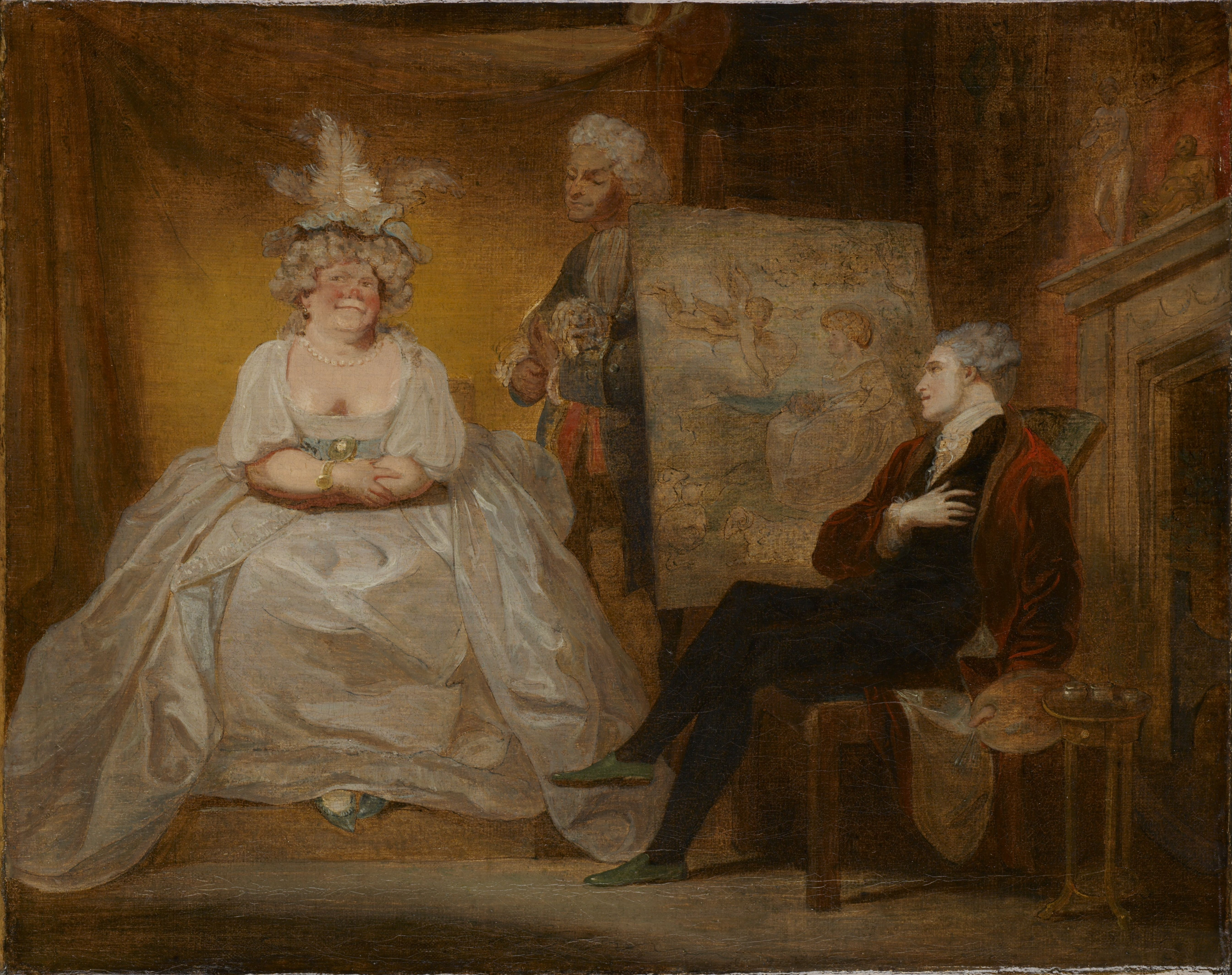
Szene aus Samuel Footes Stück „Taste“

Robert Smirke RA (* 15. April 1753 in Wigton bei Carlisle, Großbritannien; † 5. Januar 1845 in London) war ein britischer Maler.

## Leben und Werk
Robert Smirke kam als Sohn eines exzentrischen Wanderkünstlers zur Welt. Durch den Umzug seines Vaters kam er 1766 nach London, wo er bei einem Maler namens Bromley zu arbeiten begann und am 30. November 1772 das Studium an der Royal Academy of Arts antrat. 1775 wurde er in die Society of Artists aufgenommen, und 1791 zum Mitglied der Royal Academy of Arts gewählt. Seine Nomination zum Academy Keeper als Nachfolger von Joseph Wilton wurde von Georg III. wegen seiner als zu revolutionär angesehenen Meinungen zugunsten von Johann Heinrich Füssli abgelehnt.
Viele Bilder Smirkes sind in relativ kleinen Formaten und monochrom gestaltet, was die Erstellung von Kupferstichen erleichterte. Etliche bekannte Galerien sind im Besitz von Werken Smirkes, so die Tate Gallery, die Guildhall Art Gallery und das Courtauld Institute of Art.
Smirke hatte vier Söhne sowie mindestens eine Tochter. 1778 kam sein erstgeborener Richard zur Welt, 1779 die Tochter Mary Smirke, 1780 der spätere bekannte Architekt Robert, 1795 Edward und 1798 Sydney, der später ebenfalls Architekt wurde. Sein Grab befindet sich im Kensal Green Cemetery in London.